# Gerhard Backschat
Gerhard Backschat (* 9. Januar 1940 in Wosegau, Ostpreußen; † 30. Oktober 2020 in Lübeck) war ein deutscher bildender Künstler.

## Leben

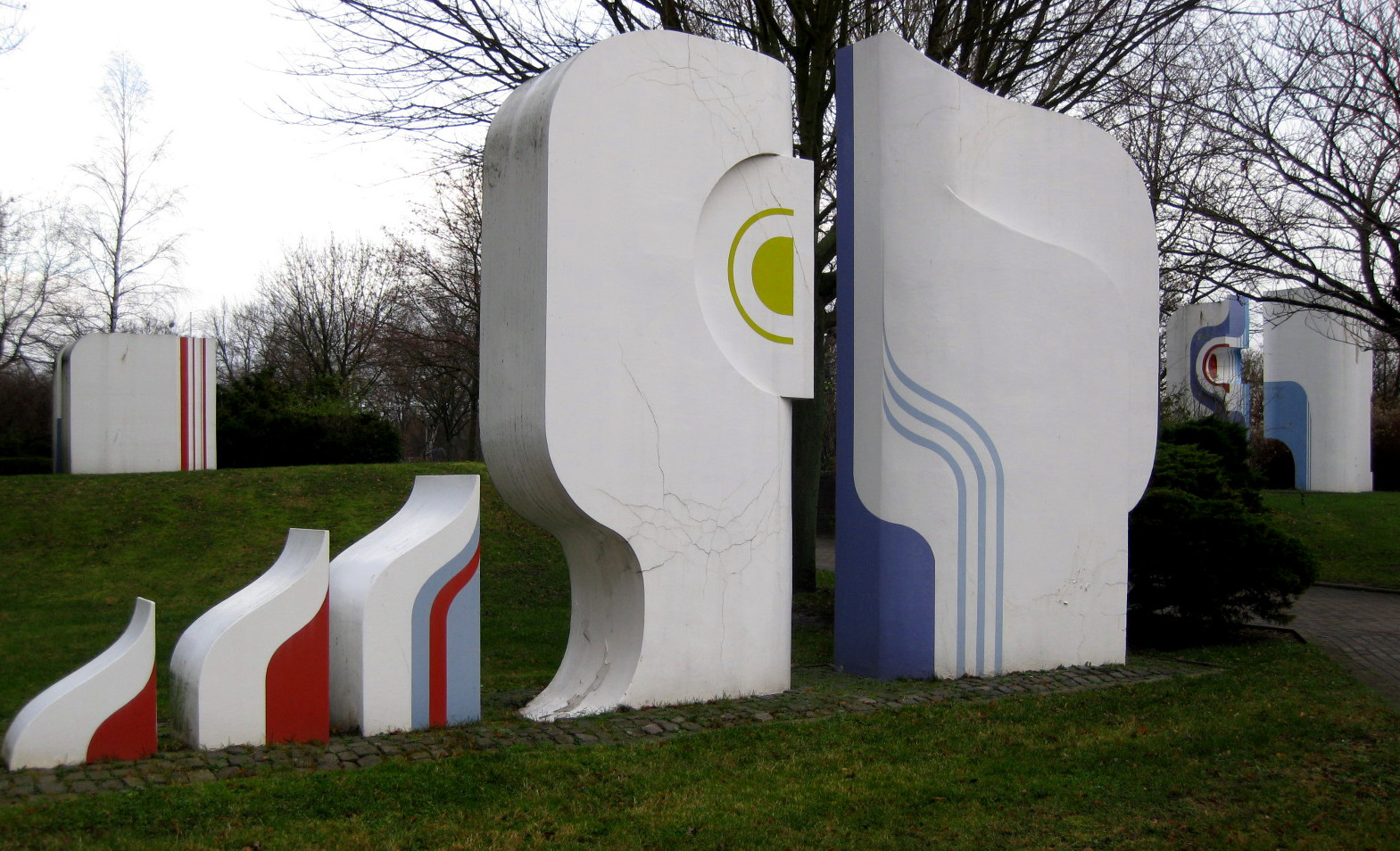
Skulpturengruppe vor dem Finanzamt von Backschat, Lübeck.

Backschat studierte von 1962 bis 1968 an der Fachhochschule für Gestaltung Kiel (jetzt Muthesius Kunsthochschule) und hatte seit 1974 einen Lehrauftrag an dieser Fachhochschule für den Fachbereich Gestaltung, Malerei, Grafik und Objekt angenommen. Bis 2012 war er als Dozent für die Farbenlehre tätig. Er war Mitglied im Bundesverband Bildender Künstlerinnen und Künstler (BBK) und engagierte sich von 1981 bis 1999 stark für den Ausstellungsbetrieb der verbandseigenen Ausstellungen im Brunswiker Pavillon in Kiel. Das Farbkonzept dieses Pavillons wurde von Backschat geprägt und er war mitverantwortlich für die Gestaltung der Landesschau-Kataloge. Parallel war Backschat auch als Maler und Bildhauer tätig.

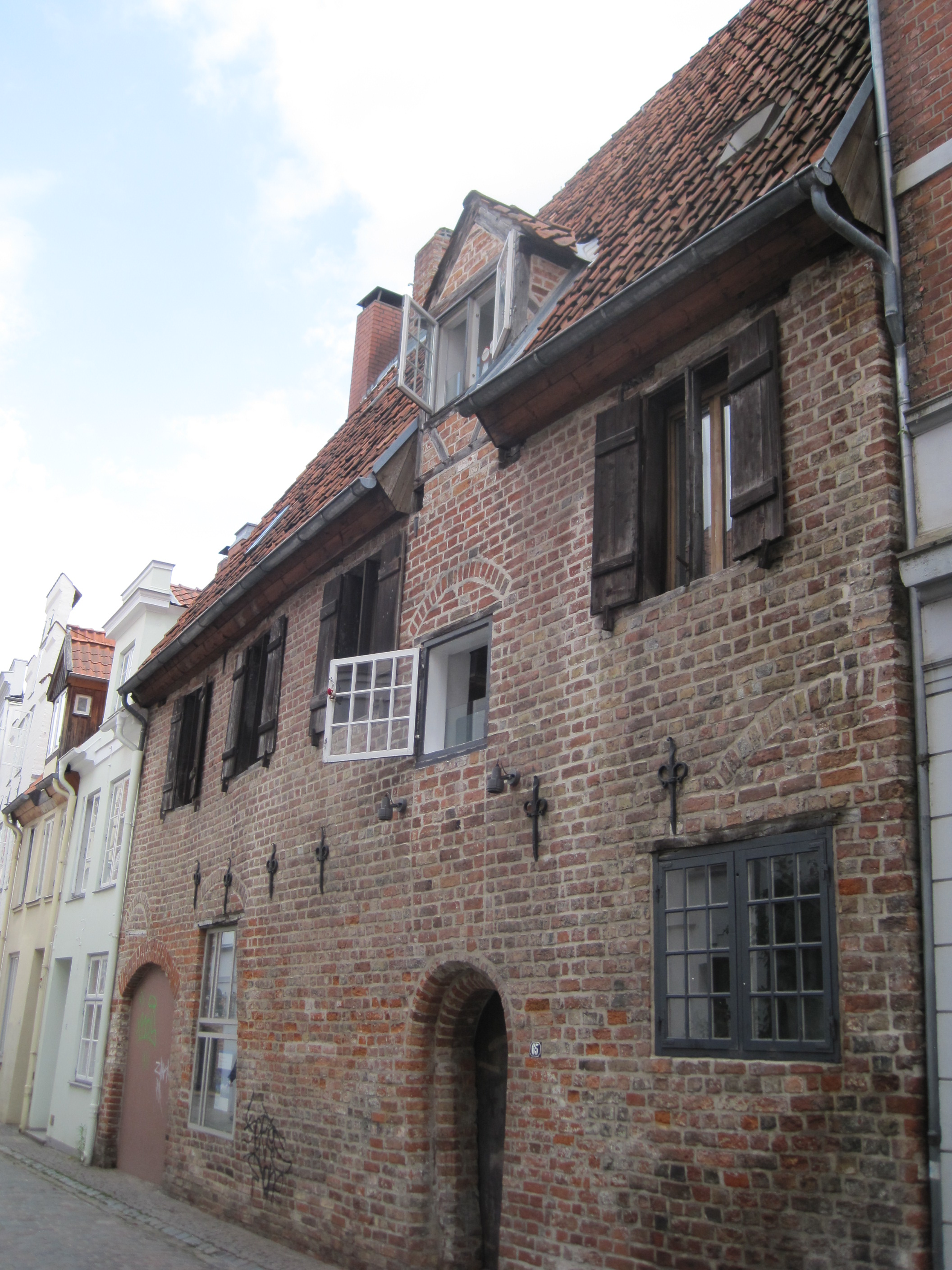
Künstlerzentrum Engelswisch 65

Weiterhin war Backschat auch als Dozent an der Lübecker Volkshochschule aktiv und war bei der Vorwerker Diakonie für die Kunst- und Kunsthandwerker Märkte zuständig. Er war außerdem Mitglied der Gemeinschaft Lübecker Künstler. In der Funktion des 2. Vorsitzenden dieser Gemeinschaft war Backschat Anfang der 1980er Jahre aktiv an der Suche nach einem neuen Ausstellungsort sowie an der Gründung eines Fördervereins 1982 beteiligt. Das daraufhin gefundene Haus im Engelswisch 65 konnte bis 1984 bezogen werden.

## Werk

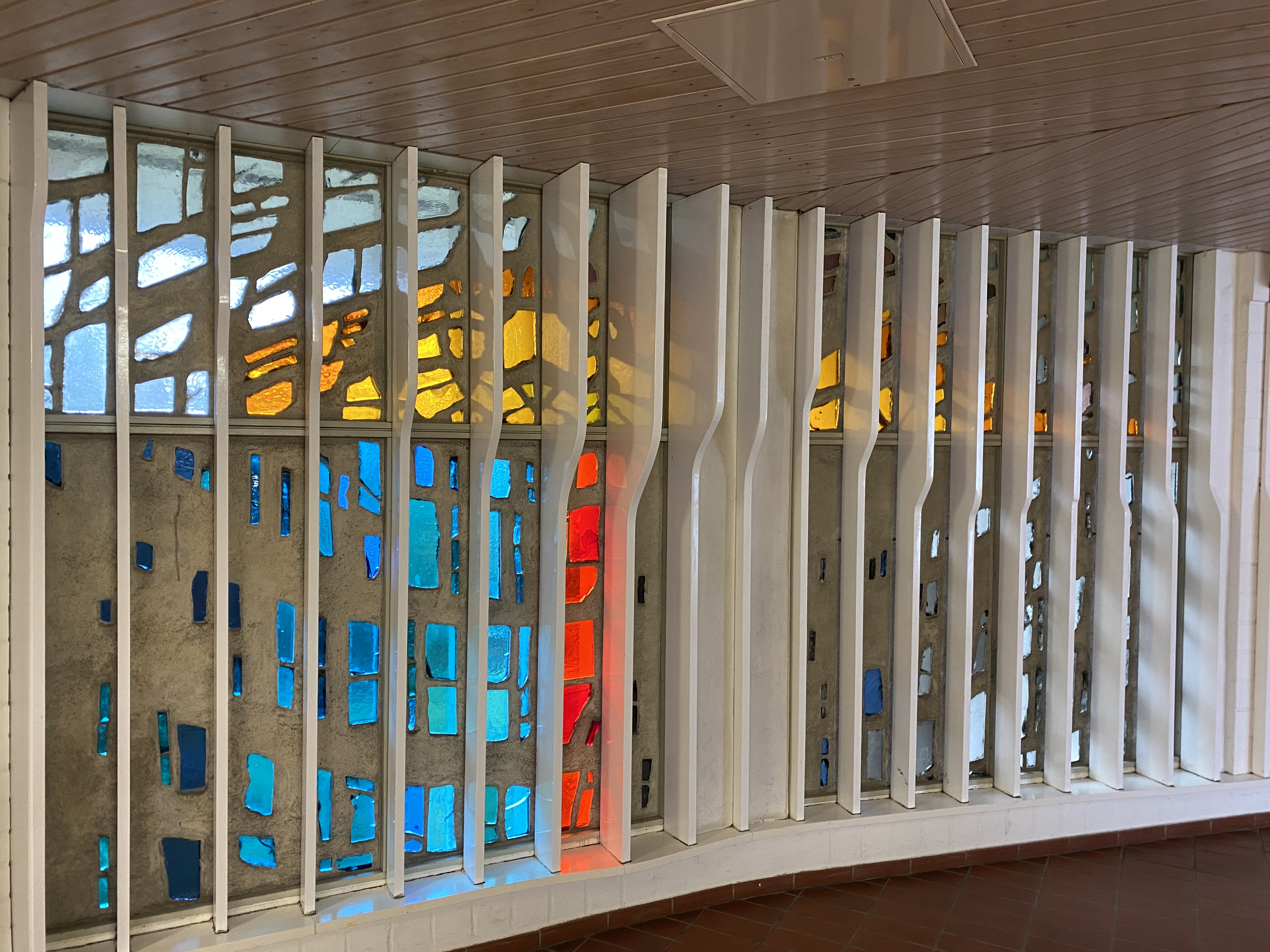
Kunstwerk Aufbruch, Entstehen, Entwickeln von Backschat in der Johann-Heinrich-Voß-Schule, Eutin.

Backschat bezeichnete sich selbst als abstrakten und konkreten Künstler, erarbeitete sich eine eigene Farbenlehre und war auch in der Kunst am Bau aktiv. Kunst im öffentlichen Raum kreierte er u. a. in Rendsburg, Hamburg, Pinneberg, Neumünster, Kaltenkirchen, Ahrensburg, Autobahnraststätte Gudow, Westerland auf Sylt, Lübeck und Eutin.

## Mitgliedschaften
- Gemeinschaft Lübecker Maler und Bildhauer e.V.
- Bundesverband Bildender Künstler S-H e.V.

## Werke
- Skulpturen und Objekte in Lübeck#Gerhard_Backschat
- Lübeck: Museum für Kunst u. Kulturgeschichte. 1978.